# Андреас Зандер

Андреас Зандер (нім. Andreas Sander) — німецький гірськолижник, спеціаліст зі швидкісних видів гірськолижного спорту, призер чемпіоната світу. 
Срібну медаль світової першості Зандер виборов у змаганнях зі швидкісного спуску на чемпіонаті світу 2021 року, що проходила в італійській Кортіні-д'Ампеццо.